# 부리람주
부리람주(태국어: บุรีรัมย์)는 태국 북동부의 주(창왓)의 하나이다. 이웃한 주는 남쪽부터 시계 방향으로 사깨오 주, 나콘랏차시마 주, 콘깬 주, 마하사라캄 주, 수린 주이다. 남동쪽은 캄보디아의 오다르메안체이 주와 접한다. 부리람은 '행복의 도시'를 의미한다.

## 지리
부리람은 코랏 분지의 남동쪽 끝에 위치하고 주 주변으로 몇 개의 사화산이 있다.

## 역사
거의 1000년 전에 현재의 부리람 지역은 분명히 크메르 제국의 지배하에 있었고 여전히 이 때의 많은 유적을 볼 수 있다. 그들 중 가장 큰 것이 사화산에 의해 보존된 파놈룽 역사공원이다. 발견된 비문에 따르면 이곳의 지배자는 크메르 제국 왕의 패권 아래에 있었다. 이후에는 태국의 지배를 받게 되었다. 19세기 초에 원래 므앙 패로 불리던 읍은 부리람으로 개칭되었다. 19세기 말의 행정 구역 개편으로 부리람은 태국의 주로 편입되었다.

## 인구
공식적으로는 태국어가 널리 사용되지만 인구의 27.6%는 여전히 일상에서 북 크메르 방언을 사용한다.

## 행정 구역
주에는 23개의 암프(군)와 더 세부 행정구역인 189개의 땀본 그리고 2212개의 무반 (행정 구역)이 있다.
| 1. 므앙부리람군 2. 쿠므앙군 3. 끄라상군 4. 낭롱군 5. 농키군 6. 라한사이군 7. 쁘라콘차이군 8. 반끄루앗군 9. 푸타이송군 10. 람플라이맛군 11. 사특군 12. 빠캄군 | 1. 나포군 2. 농홍군 3. 플라플라차이군 4. 후아이랏군 5. 논수완군 6. 참니군 7. 반마이차이야폿군 8. 논딘댕군 9. 반단군 10. 캔동군 11. 찰름프라끼앗군 |

## 기후
| 부리람의 기후            | 부리람의 기후 | 부리람의 기후 | 부리람의 기후 | 부리람의 기후 | 부리람의 기후 | 부리람의 기후 | 부리람의 기후 | 부리람의 기후 | 부리람의 기후 | 부리람의 기후 | 부리람의 기후 | 부리람의 기후 | 부리람의 기후   |
| 월                       | 1월           | 2월           | 3월           | 4월           | 5월           | 6월           | 7월           | 8월           | 9월           | 10월          | 11월          | 12월          | 연간            |
| ------------------------ | ------------- | ------------- | ------------- | ------------- | ------------- | ------------- | ------------- | ------------- | ------------- | ------------- | ------------- | ------------- | --------------- |
| 일평균 최고 기온 °C (°F) | 35.7 (96.3)   | 36.0 (96.8)   | 38.0 (100.4)  | 39.0 (102.2)  | 40.0 (104.0)  | 37.0 (98.6)   | 37.0 (98.6)   | 36.6 (97.9)   | 36.1 (97.0)   | 35.0 (95.0)   | 34.8 (94.6)   | 32.0 (89.6)   | 36.4 (97.6)     |
| 일평균 최저 기온 °C (°F) | 11.7 (53.1)   | 14.8 (58.6)   | 19.2 (66.6)   | 22.5 (72.5)   | 23.5 (74.3)   | 23.2 (73.8)   | 23.2 (73.8)   | 23.0 (73.4)   | 23.1 (73.6)   | 20.5 (68.9)   | 16.5 (61.7)   | 13.0 (55.4)   | 19.5 (67.1)     |
| 평균 강수량 mm (인치)    | 0.0 (0.0)     | 52.5 (2.07)   | 42.8 (1.69)   | 37.0 (1.46)   | 87.9 (3.46)   | 186.8 (7.35)  | 67.6 (2.66)   | 243.5 (9.59)  | 289.0 (11.38) | 121.5 (4.78)  | 0.0 (0.0)     | 0.0 (0.0)     | 1,128.6 (44.44) |
| 출처:                    |               |               |               |               |               |               |               |               |               |               |               |               |                 |

## 스포츠
부리람 유나이티드 FC는 1970년에 창단된 태국 부리람 주의 축구 클럽으로, 현재 태국 프리미어리그에서 활동하고 있다. 2011년 태국 리그컵 우승과 태국 프리미어리그 우승, 태국 FA컵 우승까지 3관왕을 차지했다.